# Karaginskij rajon
Il Karaginskij rajon è un rajon (distretto) del kraj di Kamčatka, nella Russia estremo orientale. Il capoluogo è il piccolo centro di Ossora.